# Love You to the Sky
«Love You to the Sky» es el cuadragésimocuarto disco sencillo del dueto inglés de música electrónica Erasure, publicado el 2 de junio de 2017.

Love You to the Sky es el primer corte del álbum World Be Gone.

## Lista de temas
| CD Sencillo (CDMUTE562) 1. Love You To The Sky (Radio Mix) 2. Nothing I Could Say 3. Love You To The Sky (Ladytron remix) 4. Love You To The Sky (Vince Clarke remix) 5. Love You To The Sky (Adam Turner remix) 6. Love You To The Sky (Matt Pop remix) 7. Love You To The Sky (Loframes remix) 8. Love You To The Sky (Adam Turner dub) |

| EP Descarga digital 1. Love You To The Sky (Radio Mix) 2. Nothing I Could Say 3. Love You To The Sky (Ladytron remix) 4. Love You To The Sky (Vince Clarke remix) 5. Love You To The Sky (Adam Turner remix) 6. Love You To The Sky (Matt Pop remix) 7. Love You To The Sky (Loframes remix) 8. Love You To The Sky (Adam Turner dub) 9. Love You To The Sky (Adam Turner Radio Edit) 10. Love You To The Sky (Matt Pop Radio Edit) |

## Créditos
Love You to the Sky y Nothing I Could Say son dos canciones escritas por Vince Clarke y Andy Bell.

Nothing I Could Say es una canción instrumental.

- Productor: Erasure
- Mezcla: Matty Green